# Guenroc
Guenroc (bret. Gwenroc'h) – miejscowość i gmina we Francji, w regionie Bretania, w departamencie Côtes-d’Armor.
Według danych na rok 1990 gminę zamieszkiwało 176 osób, a gęstość zaludnienia wynosiła 24 osoby/km² (wśród 1269 gmin Bretanii Guenroc plasuje się na 1003. miejscu pod względem liczby ludności, natomiast pod względem powierzchni na miejscu 933.).